# Donepezila
Donepezila é um fármaco da categoria dos inibidores de acetilcolinesterase. É aprovado para o tratamento da Doença de Alzheimer, comercializado no Brasil como o Eranz®, pela Wyeth.

## Mecanismo de ação
Seus efeitos clínicos são resultantes da inibição da enzima acetilcolinesterase, o que leva ao aumento da concentração extracelular de acetilcolina no córtex cerebral e hipocampo . Estudos demonstraram que o uso crônico do donepezil modula positivamente receptores colinérgicos nicotínicos (nAChR), e tem capacidade neuroprotetora .

## Reações adversas
Donepezil apresenta uma série de reações adversas, mas estas não ocorrem com muita frequência, sendo leves e passageiras. As principais incluem
- vômito
- enjoo
- anorexia
- fadiga
- insônia
- cãimbra

## Estereoquímica
Donepezila é um [racemate], ou seja, uma mistura 1: 1 dos dois enantiómeros seguintes:
| Enantiômero de Donepezila | Enantiômero de Donepezila |
| ------------------------- | ------------------------- |
| (R)-Enantiômero           | (S)-Enantiômero           |